# Orasaari (ö i Södra Karelen)
Orasaari är en ö i Finland. Den ligger i sjön Ruokojärvi och i kommunen Luumäki i den ekonomiska regionen  Villmanstrands ekonomiska region  och landskapet Södra Karelen, i den södra delen av landet, 150 km nordost om huvudstaden Helsingfors. Öns area är 2,3 hektar och dess största längd är 320 meter i öst-västlig riktning.